# Cantó de Colmar-Sud
El cantó de Colmar-Sud (alsacià kanton Colmer-Sid) és una divisió administrativa francesa situat al departament de l'Alt Rin i a la regió del Gran Est També forma part de la primera circumscripció de l'Alt Rin.

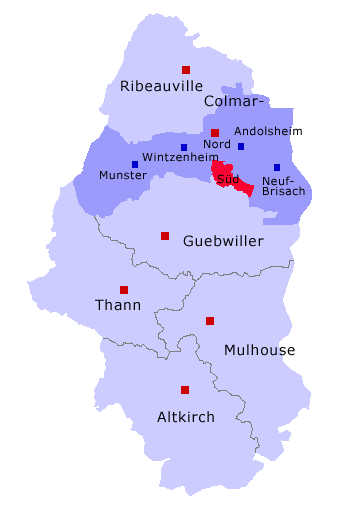
representació del cantó de Colmar-Sud al districte de Colmar i al departament de l'Alt Rin

## Composició
El cantó aplega 2 comunes :
| Nom alsacià              | Nom francès            | Nom alemany |
| Barri Siidteil de Colmer | Colmar                 | Kolmar      |
| Heilikriz                | Sainte-Croix-en-Plaine | Heiligkreuz |

## Conseller general de l'Alt Rin
- 2008-2014: Frédéric Hilbert
- 2001-2008: Roland Wagner